# Ostriv, Volodîmîreț
Ostriv (în ucraineană Острів) este un sat în comuna Balahovîci din raionul Volodîmîreț, regiunea Rivne, Ucraina.

## Demografie
Componența lingvistică a localității Ostriv
     Ucraineană (98,95%)
     Rusă (1,05%)
Conform recensământului din 2001, majoritatea populației localității Ostriv era vorbitoare de ucraineană (98,95%), existând în minoritate și vorbitori de rusă (1,05%).